# Комплекс собору Святого Юра

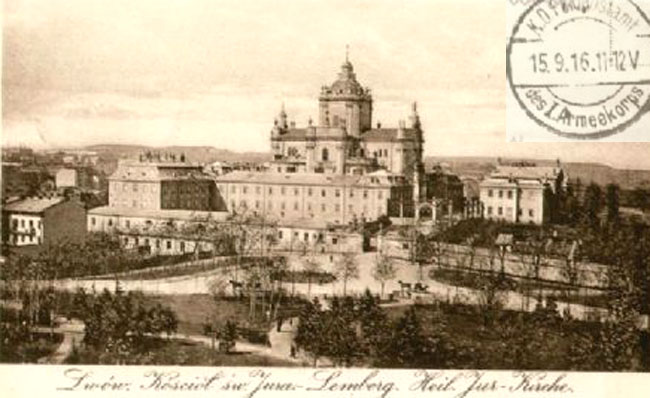
Комплекс собору Святого Юрія. 1916 рік

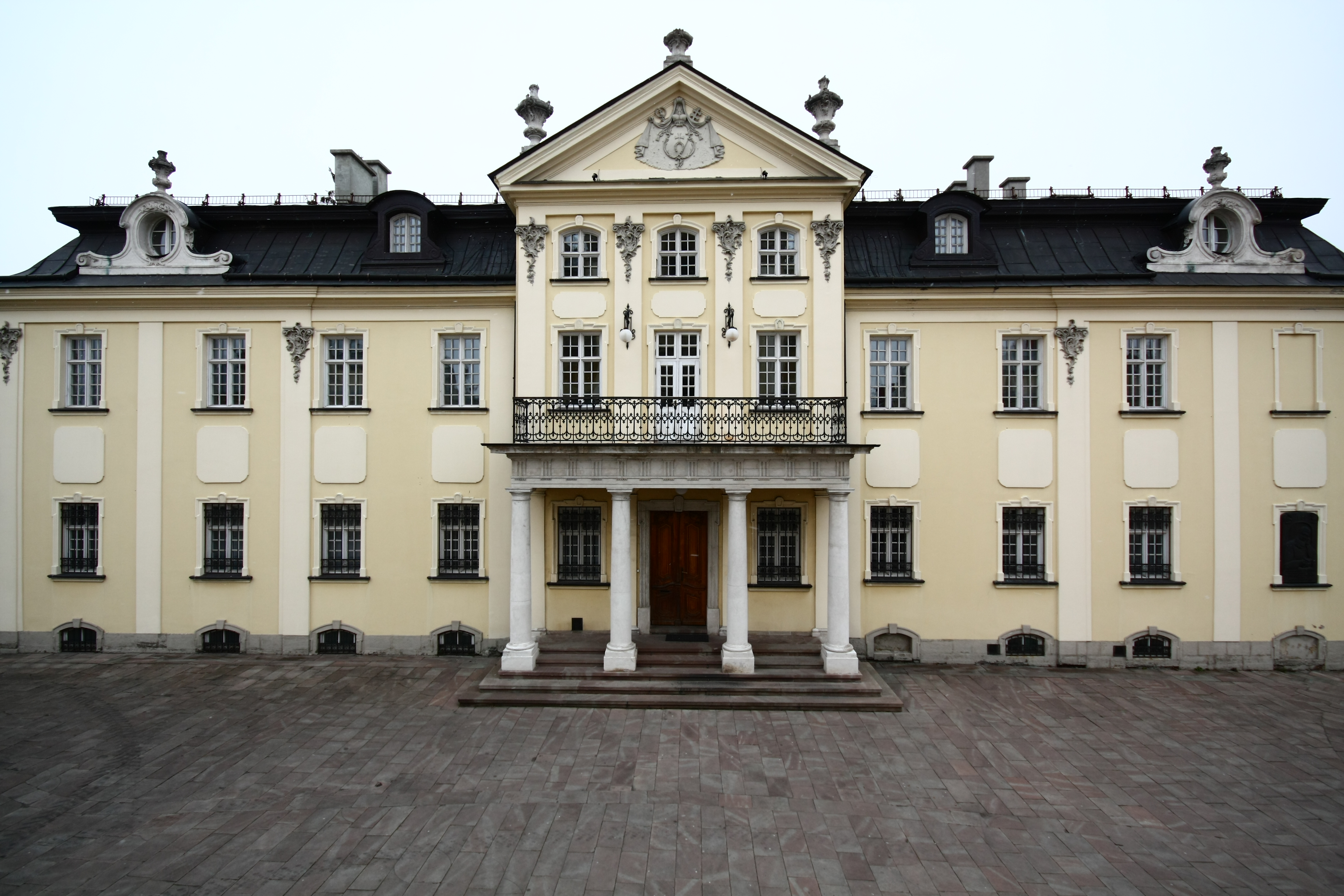
Палац греко-католицьких митрополитів

Ко́мплекс собо́ру Свято́го Ю́рія — архітектурний комплекс на Святоюрській горі у Львові. До комплексу входять:
- Собор Святого Юрія
- Дзвіниця собору Святого Юрія
- Митрополичий палац
- Капітульні будинки: ліве крило, північний корпус
- Будинок стайні при огорожі
- Брами:
  - «від базару»
  - «від городу»
- Сади собору Святого Юрія

Митрополичий палац був збудований у 1761–1762 Клеменсом Ксаверієм Фесінґером (реконструкція 1772–1774), реставрацію у 1885 провів архітектор Сильвестр Гавришкевич, реставрацію 1922 року — Лев Левинський. Роботи з оздоблення інтер'єру палацу виконували у 1775–1776 під наглядом Франциска Ксаверія Кульчицького скульптор І. Щуровський, художники Стефан Угницький і Симеон Градолевський. Володимир Вуйцик у своїх дослідженнях зробив припущення, що, можливо, за проектом П'єра Ріко де Тірргея був збудований перший палац у 1760–1762 роках, який пізніше реконструював Клеменс-Ксаверій Фесінґер.
Капітульні будинки: ліве крило збудував у 1738 році архітектор Йосип Єдинець, праве крило звів у 1774 Клеменс Ксаверій Фесінґер. Північний корпус збудований протягом 1864–1866 Йозефом Браунзайсом. Будинок стайні при огорожі збудований у 1777. Брами:
- від «базару» (ярмаркової площі перед катедрою) 1770 року збудували каменярі Петро Білостоцький та Онуфрій Стефанський, а також скульптор Михайло Філевич
- від «городу» (східна) збудована у 1772 каменярами П. Білостоцьким та О. Стефанським.

Криниця на «базарі» збудована у 1772. Металева огорожа 1770–1772 виконана майстрами Іваном Микулевичем та Стефаном Ковалем.
Дзвіниця збудована у 1828–1829 архітекторами Йозефом Ґаєком та Йозефом Землером-молодшим, у 1865 за проектом Йозефа Браунзайса проведено її реконструкцію.